# Носков Борис Олексійович
Бори́с Олексі́йович Носко́в (*13 серпня 1899, Сормово, сучасний Нижній Новгород — † 5 листопада 1970, Харків) — український вчений радянських часів, фахівець у галузі ливарного виробництва, 1960 — професор, 1964 — доктор технічних наук. Нагороджений орденами Леніна — 1943 і Трудового Червоного Прапора — 1944, лауреат Сталінської премії 1943 року, 1946 — медаль «За доблесну працю в Великій вітчизняній війні».

## Життєпис
Походить з родини службовців, 1917 року закінчив реальне училище, поступив в Нижньогородський політехнічний інститут, через злигодні громадянської війни винушено 1918 року покидає навчання.
Працював в школі вчителем; призваний в Червону армію, служив до 1921 року. Демобілізувавшись, влаштовується на Коломенський машинобудівельний завод техніком.
1927 року закінчив Московську гірничу академію, повертається на Коломенський завод, пройшов шлях від інженера до начальника цеху.
1935 року призначений керівником проекту будівництва ливарного заводу «Можерез» Наркомату шляхів сполучення; одначе через бюрократичні зачіпки будівництво затяглося, а згодом взагалі було законсервоване. 1936 повертається до Коломни, з 1937 року працює головним металургом підприємства.
В часі Другої світової війни в евакуації працював на заводі Кірова. Початком 1942 року нагороджений медаллю «За трудову доблесть».
1943 року вдостоєний Сталінської премії у складі творчого колективу за розроблення принципово нової сталі для виробництва танків; всю грошову частку премії передає в Фонд Оборони, за що отримав особисту подяку від І. В. Сталіна.
1944 року «номерний» завод № 38 Наркомату важкого машинобудування переводиться до Харкова, на заводі № 75 (сучасний Завод імені В. О. Малишева) він до 1946 року працював головним металургом.
1946 захищає кандидатську дисертацію, тоді ж починає викладати у Харківському політехнічному інституті. Того ж року нагороджений, як сам писав, найдорожчою нагородою — медаллю «За доблесну працю в Великій Вітчизняній війні».
З 1949 — доцент; 1956 року очолює кафедру технології ливарного виробництва. Під його керівництвом захистилося більше 20 кандидатів наук та два доктори.
Його основні праці стосуються теорії металургійних процесів, теорії і практики застосування плавильних агрегатів.
Деякі з них:
- 1948, 1954 — «Технологічність литих деталей», Свердловськ, «Машгіз», спільно з Косариковим М. Ф. та Смеляковим М. М.,
- 1953 — «Виробництво литих молотових штампів», «Машгіз»,
- 1957 — «Конструювання литих деталей», разом з Смеляковим М. М., «Машгіз»,
- 1959 — «Використання шебелинського природного газу при виплавці чавуну в вагранці» — разом з Деньгіним І. М., Харків,
- 1959 — «Теорія металургійних процесів. Конспект лекцій», Харків,
- 1962 — «Теорія металургійних процесів з основами фізичної хімії. Конспект лекцій в двох частинах», Харків,
- 1964 — «Застосування природного газу при вторинній плавці чавуну», разом з Деньгіним І. М.,
- 1969 — «Плавка чавуну в вагранках та печах із застосуванням природного газу» — разом з Пелихом В. Ф., «Машинобудування».